# Òxid de bari
L'òxid de bari, BaO, és un compost iònic inorgànic format per cations bari, Ba2+ i anions òxid, O2–. es presenta en forma de pols blanca groguenca. La seva estructura cristal·lina és cúbica, tipus clorur de sodi, encara que també es pot trobar en forma hexagonal. és un compost higroscòpic i també absorbeix diòxid de carboni, CO₂. Es dissol en aigua reaccionant de forma violenta per donar hidròxid de bari, Ba(OH)₂ i és soluble en àcids diluïts i en etanol.

## Preparació
- Es pot preparar per reacció del bari amb l'oxigen:

Ba + 1/2O₂ → BaO
- També es pot preparar per calcinació del nitrat de bari:

Ba(NO₃)₂ → BaO + NO₂

## Reaccions
- Amb aigua reacciona violentament per donar l'hidròxid de bari:

BaO + H₂O → Ba(OH)₂
- Amb àcids reacciona per donar les corresponents sals. Per exemple amb àcid clorhídric dona el clorur de bari:

BaO + 2HCl → BaCl₂ + H₂O
- Si s'escalfa a 500 °C en presència d'oxigen produeix el peròxid de bari:

BaO + 1/2O₂ → BaO₂

## Aplicacions
- S'empra com additiu en la fabricació del vidre crown.
- També s'empra en la fabricació de tubs de raigs catòdics.